# Velká symfonie smuteční a triumfální

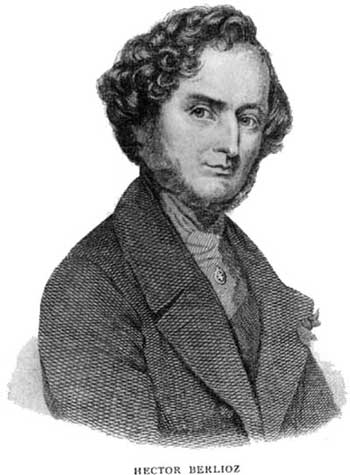
Berlioz přibližně v období zkomponování Symfonie smuteční a triumfální

Velká symfonie smuteční a triumfální op. 15 (franc. Grande symphonie funèbre et triomphale) je čtvrtou a poslední symfonií největšího francouzského skladatele Hectora Berlioze. Berlioz ji zkomponoval v roce 1840 na objednávku francouzské vlády resp. jejího tehdejšího ministra vnitra Charlese de Rémusat k 10. výročí Červencové revoluce. Její původní verze byla napsána pouze pro dechové nástroje. Trvá kolem 30 minut.
Berlioz pro symfonii často používal kratší označení Červencová symfonie nebo Vojenská symfonie; do angličtiny se název překládá jako Grand Funereal and Triumphal Symphony.

## Charakteristika

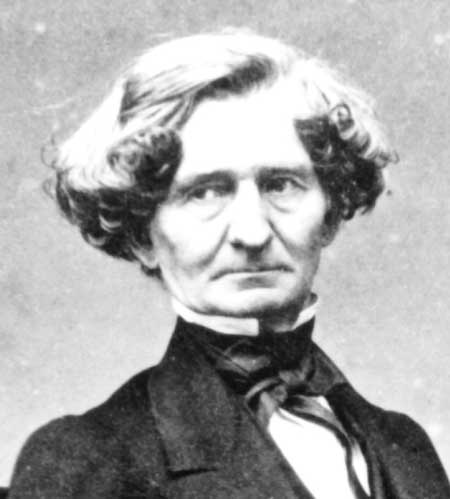
Hector Berlioz v roce 1863

Vzhledem k tématu symfonie a okolnostem, za nichž měla být poprvé provedena (oběti Červencové revoluce měli být během veřejné slavnosti přeneseni do památníku na náměstí Bastilly), se Berlioz snažil symfonii dát co nejprostší ráz a rámec. Protože se slavnost měla konat pod širým nebem (hudebníci navíc měli při hraní pochodovat), rozhodl se novátorsky použít pouze dechové nástroje, aby byla co nejlépe slyšet, což jí spolu s jejími jednoduchými, ale bohatě variovanými melodiemi dodává jedinečný ráz a výraz. Její účinnost tak spočívá právě v této její zdánlivé jednoduchosti a prostotě. Symfonie má pouze 3 věty, druhá a třetí však na sebe plynule navazují. Jednotlivé věty symfonie byly určené pro příslušné části smutečního obřadu (viz Věty symfonie).
Berlioz pro ni v roce 1842 (poté co měla symfonie velký úspěch na generální zkoušce a na koncertě) rozepsal i smyčce a ještě později přidal sbor na vlastenecký text Antony Deschampse, ale rudimentární údernost původní dechové verze tím podle kritiků nepřekonal.
V Česku tato symfonie byla nahrána v lednu 1988 ve Dvořákově síni Rudolfina dirigentem Christophem Eschenbachem, a na cédéčku vyšla v roce 1989 v hudebním nakladatelství Supraphon společně s Berliozovou kantátou Smrt Kleopatry.

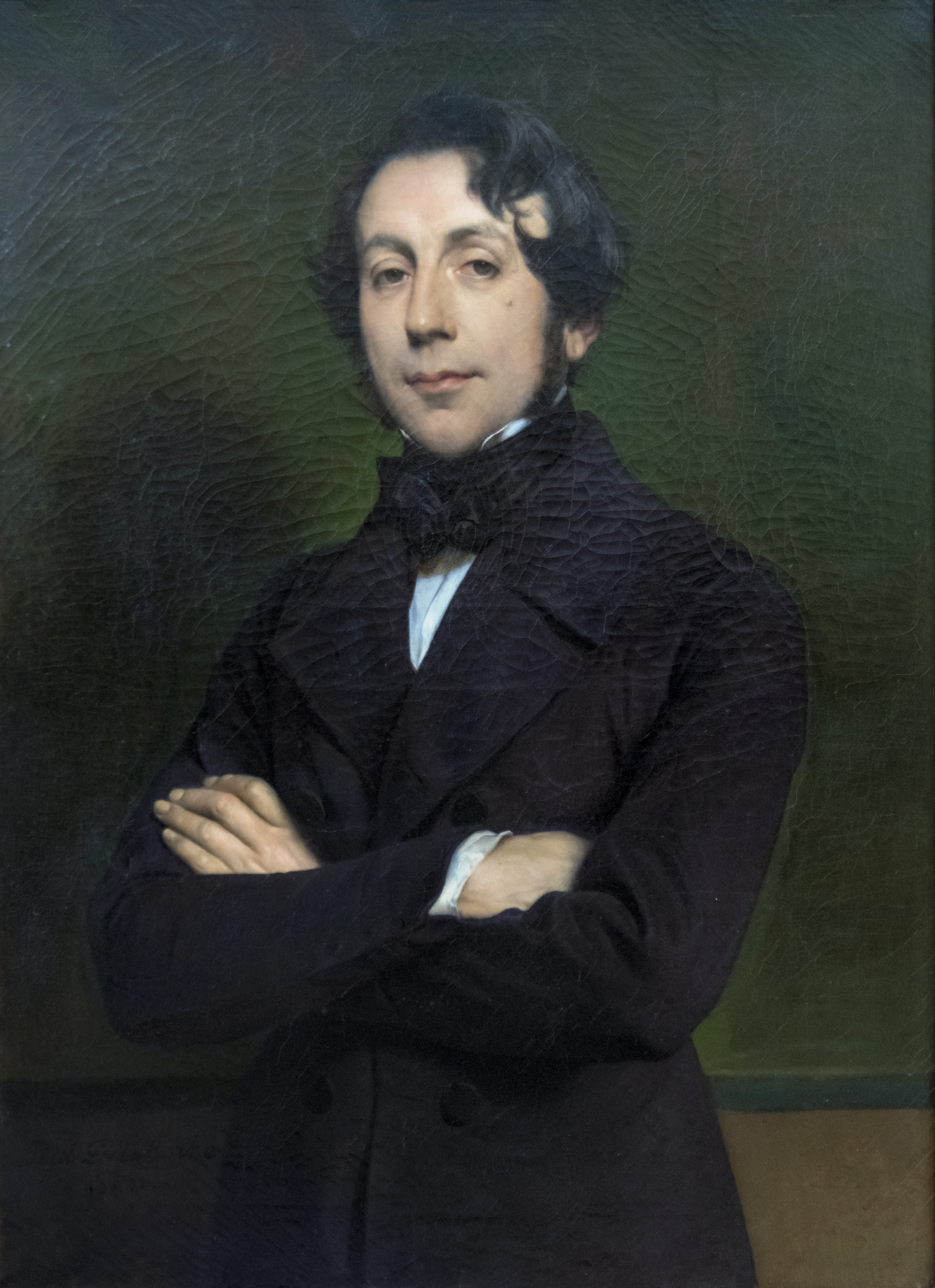
Charles de Rémusat, portrét z roku 1843

### Věty symfonie

#### 1. věta symfonie
1. věta symfonie Marche funèbre tedy Smuteční pochod (Moderato un poco lento) je nejdelší, zabírá přes polovinu délky symfonie, tj. asi 17 minut a výš uvedená charakteristika pro ni platí v největší míře; tklivá a přísná melodie se ve strohém rytmu bohatě rozvíjí ve velkých, nesymetrických obloucích v ohromném rozpětí dynamických krajností. Z hlediska průběhu slavnosti mělo jít o hudbu k průvodu s těly padlých hrdinů.
Tato věta bývá řazena mezi nejlepší Berliozovy skladby.

#### 2. věta symfonie
2.věta Oraison funèbre tedy Smuteční řeč (Adagio non tanto. Andantino poco lento e sostenuto) trvá přibližně 9 minut, měla být hrána během pokládání obětí padlých během revoluce do hrobu. Berlioz pro ni použil téma z 3. jednání své nedokončené a neuvedené opery Soudcové fémy. Má poněkud teatrální, smutečně slavnostní, patetický ráz. Pozoruhodné (a jinak v klasické hudbě zřídka se vyskytující) jsou v této větě pozounová sóla, jakýsi dialog pozounu a zbytku orchestru. Na tuto větu navazuje ihned, bez přerušení, věta třetí.

#### 3. věta symfonie

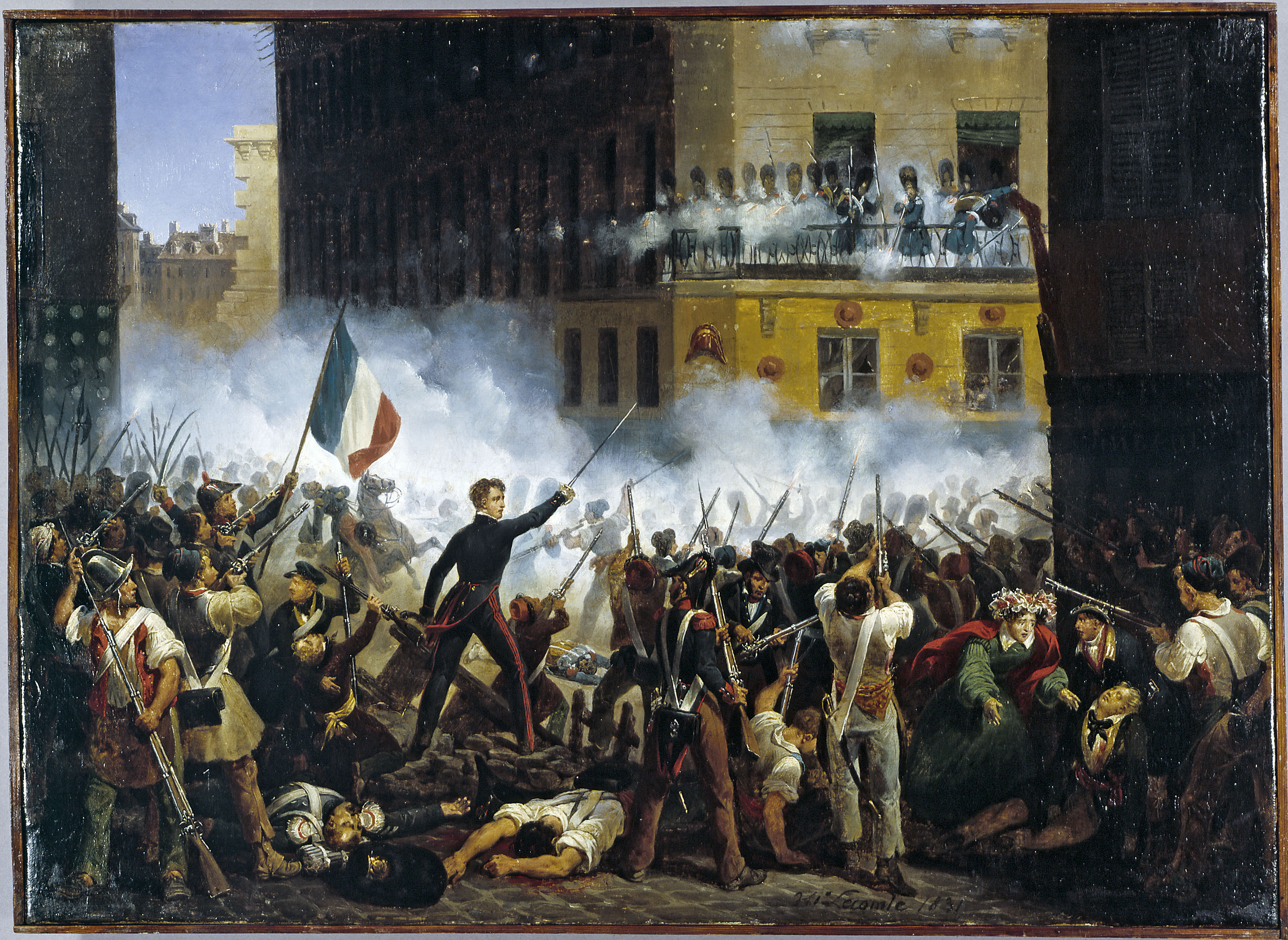
Červencová revoluce - boj v rue de Rohan v Paříži

3.věta, Apothéose tedy Apoteóza (Allegro non troppo e pomposo) je nejkratší (trvá něco okolo 7 minut) ale patrně nejpopulárnější. Měla být hrána na počest padlých hrdinů revoluce poté, co byly jejich ostatky pohřbeny a památník tak dokončen.
Začíná zvučnou fanfárou, po níž následuje ryčná a rytmická melodie. Berlioz o třetí větě píše ve svých Pamětech:„Když jsem dokončil pochod a smuteční řeč a našel téma apoteózy, zdržela mě dost dlouho fanfára, kterou jsem chtěl napsat tak, aby stoupala z hlubin orchestru až k vysokému tónu, kterým se otevírá zpěv apoteózy. Napsal jsem jich nevím kolik a žádná se mi nelíbila; buď byly příliš obyčejné, nebo příliš omezené formou, nebo málo slavnostní, nebo málo zvučné, nebo špatně odstupňované. Snil jsem o troubení andělském, prostém ale vznešeném, skvělém a útočném, jež by stoupalo zářící, vítězné, hlaholící a nesmírné, oznamujíc zemi i nadoblačným výšinám, že brány nebeské jsou otevřeny. Konečně jsem se rozhodl, nikoliv bez bázně, pro tu, která je známa; a zbytek jsem brzo dopsal.“
Tvoří pompézní vyvrcholení a finále díla a představuje vítězství revoluce.

## První provedení

Eugène Delacroix - Svoboda vedoucí lid, rovněž toto umělecké dílo bylo inspirováno Červencovou revolucí

Berlioz dostal na starost i provedení skladby a organizaci jejich příprav. Provedení při slavnostech nedopadlo příliš šťastně. Symfonii totiž přes slušný počet hráčů a přesto, že právě kvůli slyšitelnosti ji Berlioz původně napsal pouze pro dechové nástroje, nebylo na veřejných prostranstvích (kromě bulváru Poissonière, kde zvuk odrážely stromy) příliš slyšet. Navíc oddíly Národní gardy, které musely stát v plné zbroji na slunci, začaly vojenskou přehlídku dřív než měly a zcela tak přehlušily její poslední větu (apoteózu). „Tak si hudby váží ve Francii při veřejných obřadech a slavnostech, kde hraje důležitou úlohu... pro oči ovšem“, podotýká ironicky Berlioz v Pamětech.
Berlioz však posluchačům umožnil účast při generální zkoušce v sálu v rue Vivienne, díky čemuž měla symfonie úspěch. Obecenstvo se dávalo strhnout k až „šíleným projevům nadšení“. „Jednoho večera přišlo v sále Vivienne při apoteóze několik mladých lidí na myšlenku, aby vyzvedli židle a tloukli s nimi s křikem o podlahu. Majitel dal ihned patřičné rozkazy, aby při dalším koncertu zabránil dalšímu rozšíření tohoto nového způsobu tleskání.>
Hodnota objednávky byla 10 000 tehdejších franků, Berliozovi z toho nakonec, po odečtení všech výdajů nutných k provedení, zbylo 2 800 franků.

## Ohlasy

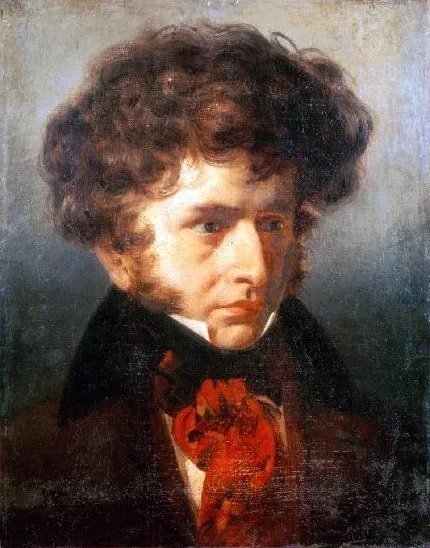
Berlioz v roce 1832

Berlioz sám tuto symfonii považoval za jedno ze svých nejlepších děl , vysoce ji cenil i Richard Wagner:„Poslouchaje tuto symfonii, měl jsem dojem, že kterýkoli výrostek v modré haleně a rudé čapce jí musí důkladně rozumět. Nikterak bych neváhal stavět toto dílo nad ostatní velká díla Berliozova. Je ušlechtilé a velké od první do poslední noty; vznešené vlastenecké nadšení, zvedající se od tónu naříkavého až po nejvyšší vrcholy apoteózy, chrání toto dílo před jakoukoliv nepravou exaltací... Musím s radostí vyjádřit své přesvědčení, že toto dílo potrvá a bude rozdmychávat statečnost, pokud potrvá národ nesoucí jméno Francouzů.“ a poznamenává, že „Berlioz se vyzná v psaní skladeb dokonale lidových v nejideálnějším smyslu toho slova.“
Romain Rolland k tomu poznamenává: „Jak to, že taková díla naše demokracie opomíjí, že nemají místa v našem veřejném životě, že nejsou přidružena k našim velkým obřadům? Tak bychom se jistě ptali užasle, kdybychom už sto let nebyli zvyklí na to, jak netečný je stát k umění. Co by nebyl Berlioz dovedl, kdyby mu byly bývaly dány prostředky, kdyby taková síla se byla mohla uplatnit v revolučních slavnostech!“
Symfonii vysoce ocenil i Spontini, který se jinak (dle Berlioze) hodnocení jeho děl vyhýbal, ačkoliv je znal a byl mu přátelsky nakloněn.
Stejně tak ji ocenil i dirigent a kapelník François Antoine Habeneck (1781–1849), s nímž Berlioz často musel spolupracovat a s nímž měl časté spory, slovy „Ten chlapík má velké myšlenky.“
Symfonie měla rovněž od počátku úspěch u veřejnosti a stala se jedním z nejpopulárnějších Berliozových děl.> (viz i sekci První provedení)

## Zajímavost

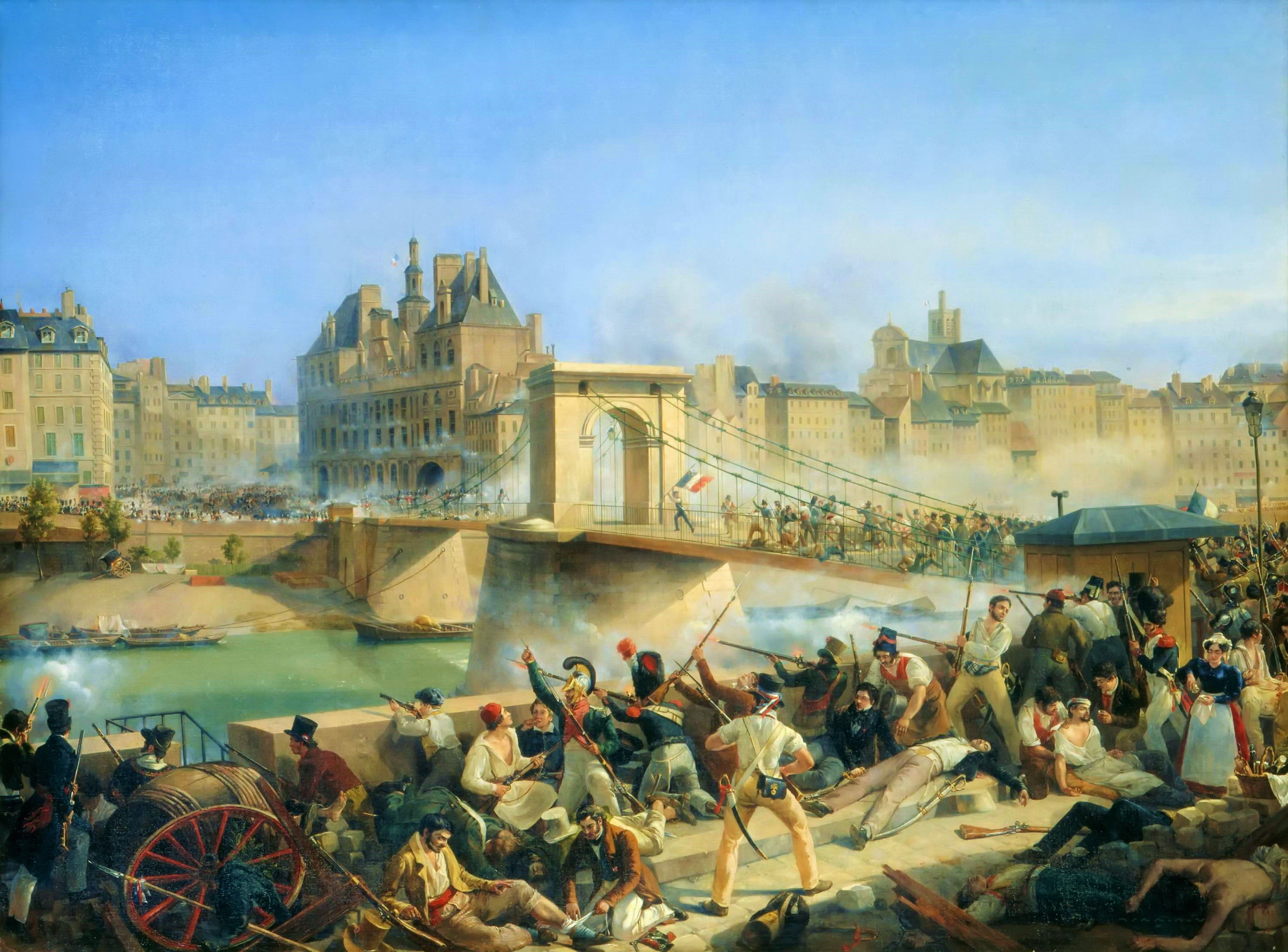
Červencová revoluce - dobytí radnice

Ve svém díle „Grotesque de la Musique“ Berlioz popisuje následující příhodu: V roce 1840 byl popel Napoleona Bonaparta převezen do Paříže, přičemž vláda objednala od skladatelů Halévyho, Adama a Aubera smuteční pochody; právě na základě objednávky Smuteční a triumfální symfonie (a předchozího Rekviem) se řada novin a část veřejnosti mylně domnívala, že smuteční obřady jsou Berliozova specialita, a že i touto objednávkou byl pověřen on (nabídku skutečně obdržel i Berlioz, ale odmítl ji). Belgický hudební diletant mu na základě těchto domněnek poslal kantátu s absurdní melodií (text, resp. patrně jeho část „Français, rendez au Panthéon/Les cendres de Napoléon./ Venez, héros mânes vainqueur,/ Nous vou rendons votre empereur.“ česky Francouzi, vraťte do Panthéonu Napoleonův popel, pojďte hrdinové, vracíme vám vašeho císaře).
V přiloženém dopise ho dotyčný ubezpečoval, že kantáta (zpívaná 700 až 800členným sborem) bude mít jistý účinek a dovolil mu, aby kantátu použil ve svojí symfonii; omluvil se za mezeru v textu a ujistil ho, že Victor Hugo nebo Alphonse de Lamartine mu ho rádi dopíšou. V případě, že by symfonie něco vynesla, požádal o část financí, ale „slávu“, napsal mu „přenechám vám.“
Berlioz zaslaný rukopis nepoužil.

## Literatura

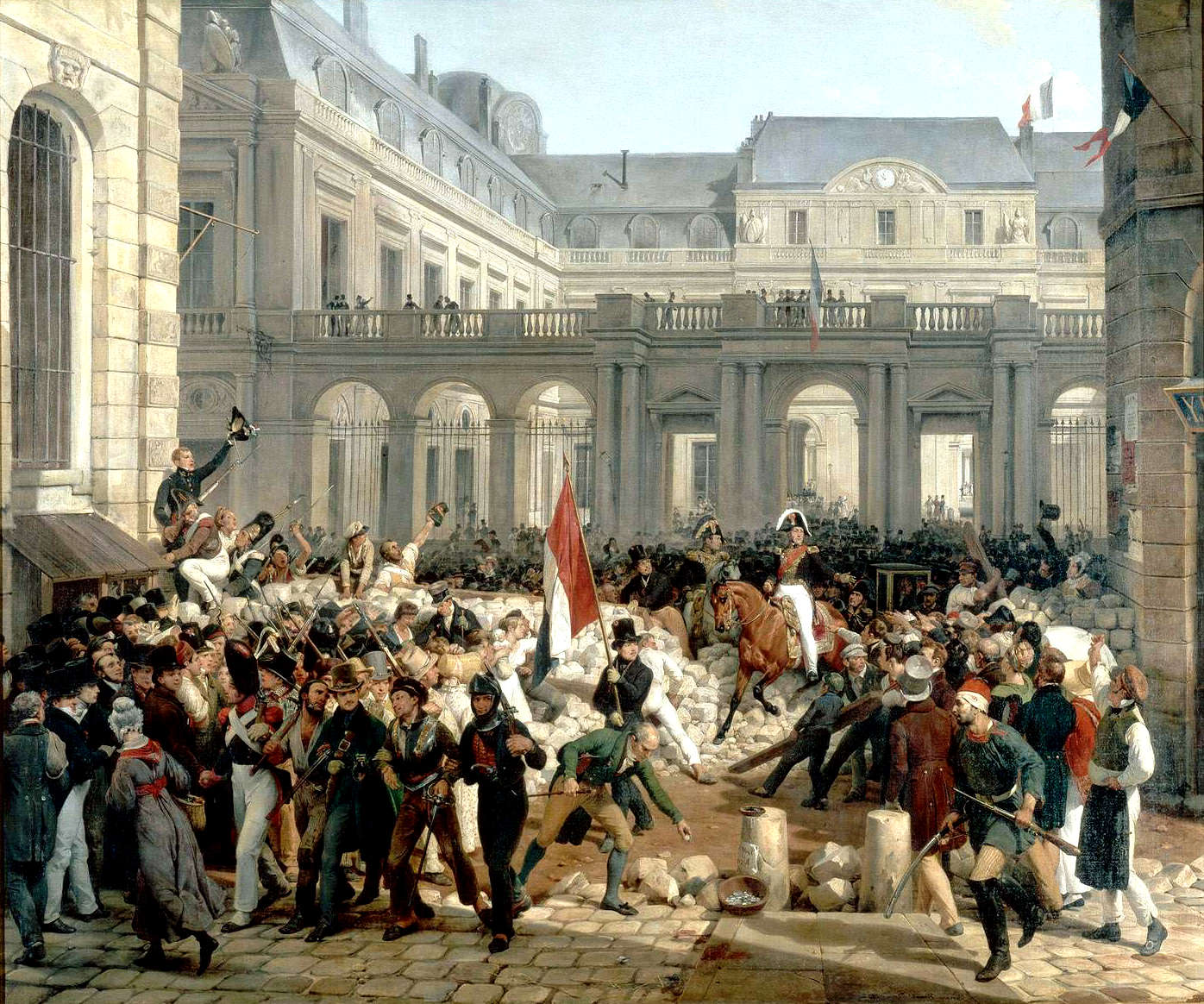
Ludvík Filip opouští královský palác, obraz Horace Verneta (Ludvík Filip se po revoluci stal králem)